# Abdón Castro Tolay
Pour les articles homonymes, voir Barrancas.
Abdón Castro Tolay, aussi appelée Barrancas, est une localité rurale argentine située dans la province de Jujuy et dans le département de Cochinoca. Fondée en octobre 1919, son activité principale est l'élevage de lamas et de moutons, mais son activité agricole est également remarquable.

## Histoire
L'endroit où se trouve le village aujourd'hui était déjà peuplé avant octobre 1919, avec pas plus de cinq maisons qui servaient d'installation temporaire pour cinq familles. À quelques kilomètres au sud se trouvait le village de Barrancas lorsque le gouvernement national a ordonné la création de l'école no 56 et, avec elle, la nomination d'un enseignant récemment diplômé, Abdón Castro Tolay, comme directeur.

## Géographie

### Démographie
- Population en 1991 : 199 habitants (INDEC)
- Population en 2001 : 229 habitants (INDEC), dont 51,10 % sont des femmes et 48,90 % des hommes.
- Population en 2011 : 250 habitants approximativement[2]

### Sismologie
La sismicité de la province de Jujuy est fréquente et de faible intensité, avec un silence sismique de séismes moyens à graves tous les 40 ans.
- Séisme de 1863 : bien que de telles catastrophes géologiques se produisent depuis la préhistoire, le séisme du 4 janvier 1863[3], a marqué une étape importante dans l'histoire des événements sismiques à Jujuy, classé 6,4 sur l'échelle de Richter. Mais même en prenant les meilleures précautions nécessaires et/ou en restreignant les codes de construction, aucun changement ne s'est fait ressentir[4]
- Séisme de 1948 : séisme qui s'est produit le 25 août 1848 et qui est classé 7,0 sur l'échelle de Richter, il a détruit des bâtiments et ouvert de nombreuses fissures dans de vastes zones[3],[4]
- Séisme de 2009 : apparu le 6 novembre 2009 et classé 5,6 sur l'échelle de Richter.